# Levala (Pöide)
Levala – wieś w Estonii, w prowincji Sarema, w gminie Pöide.